# Arbre d'Hipòcrates
L'arbre d'Hipòcrates és un plàtan situat a l'illa grega de Cos. Segons la tradició, és descendent directe de l'arbre sota el qual Hipòcrates (considerat el pare de la medicina) ensenyava als seus alumnes l'art de la medicina fa 2.400 anys. Segles després d'allò, es diu que l'apòstol Pau també reunia els seus deixebles a la seua ombra. L'arbre que podem trobar hui a Cos és un gran plàtan d'orient (Platanus orientalis), amb un diàmetre de 12 m. Es considera el plàtan més gran d'Europa.
L'arbre d'Hipòcrates es troba a Platia Platanou (plaça del Plàtan), enfront del castell dels Cavallers i al costat de la mesquita de Gazi Hassan (construïda al 1776) al centre de la ciutat de Cos, capital de l'illa homònima. Aquesta petita ciutat és també seu de l'Institut Internacional Hipocràtic i el Museu Hipocràtic, dedicat a ell. Prop de l'institut hi ha les ruïnes de l'Asclepeion, un edifici consagrat al déu de la medicina, Asclepi.
L'arbre actual deu tenir 500 anys, estimació difícil de verificar perquè té l'interior buit. Al voltant del plàtan hi havia fa temps unes columnes que ajudaven a suportar el pes de les gruixudes branques, però els terratrèmols les destruïren i en l'actualitat hi ha una estructura metàl·lica.